# Силовой тренинг
Силовой тренинг в бодибилдинге, тяжёлой атлетике, пауэрлифтинге и других видах спорта имеет много различных методик, применяемых для достижения конкретных результатов, целей: адаптации тела атлета к кратковременной максимальной нагрузке (пауэрлифтинг), к длительной среднеинтенсивной нагрузке — выносливости — и большому объёму мышц (бодибилдинг).
Силовые тренировки являются одним из видов физических упражнений с использованием сопротивлений; с надлежащим выполнением обеспечивают значительные функциональные преимущества и улучшают общее состояние здоровья, в том числе укрепляют мышцы, сухожилия, связки и кости, улучшая их совместную функцию, снижают опасность повреждений, увеличивая плотность костной ткани, увеличивают метаболизм, улучшают сердечную функцию и повышают HDL (хороший холестерин). Силовой тренинг обычно использует технику постепенного увеличения силы мышц путём дополнительного увеличения веса и использует разнообразные упражнения и типы оборудования для развития конкретных групп мышц. Силовые тренировки в первую очередь анаэробные, хотя некоторые сторонники приспособили их для преимуществ аэробных упражнений по круговой тренировке.
Виды спорта, где силовые тренировки являются основными: бодибилдинг, тяжёлая атлетика, пауэрлифтинг, стронг (соревнование «Самый сильный человек планеты»; см. также стронгмены), игры Горцев, толкание ядра, метание диска и метание копья. Также есть много других видов спорта, где силовые тренировки используются как часть тренировочной программы, в частности: футбол, борьба, регби, лёгкая атлетика, гребля, лакросс, баскетбол, хоккей. Силовые тренировки для других видов спорта и физической деятельности становятся всё более популярными.

## История

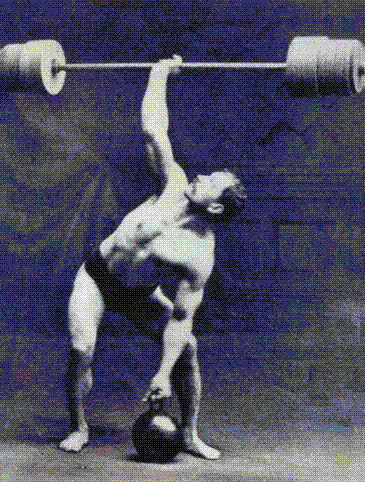
Артур Саксон выполняет упражнение двумя руками с гирей и штангой

До XX века история развития методов силовых тренировок была очень похожа на историю тренировок на массу. С появлением современных технологий, материалов и знаний, количество используемых методов силовых тренировок значительно увеличилось.
Гиппократ объяснил принцип силовой тренировки, когда он писал: «То, что используется — развивается, и то, что не используется — чахнет», — ссылаясь к мышечной гипертрофии и атрофии. Прогрессивное воздействие тренировок восходит, по крайней мере, к Древней Греции, легенда которой гласит, что борец Милон Кротонский стал сильным атлетом путём ношения новорождённого телёнка на плечах каждый день, пока тот не вырос в большого быка. Другой греческий врач Гален, описывал упражнения силовых тренировок с использованием гальтер (ранняя форма гантели) во II веке. Древние персы использовали милы, которые стали популярны в XIX веке, как индийская бита.
Гантели перешли в штангу во второй половине XIX века. Ранние штанги были с полыми шарами, которые заполнялись песком или свинцовой дробью, но к концу века шары были заменены блинами, которые широко используется сегодня.
Силовые тренировки с использованием изометрических упражнений были популяризованы Чарльзом Атласом с 1930-х годов. В 1960-е годы постепенно началось внедрение тренажёров для силовых тренировок в тренажёрные залы, которые были редкостью того времени. Силовая тренировка становится всё более популярной в 1980-х годах после выхода фильма о бодибилдинге «Качая железо» и последующей популярности Арнольда Шварценеггера.

## Основные принципы
Основные принципы силовой тренировки включают манипуляции с количеством сетов (подходов) и повторений упражнений, темпа (скорости выполнения), выбора самих упражнений с целью получения желаемых изменений в силе, выносливости или размере перегруженной группы мышц. Конкретные комбинации подходов, повторений, упражнений и весов зависят от целей тренировки: чтобы получить массу мышц и силу — необходимо выполнить несколько сетов (4+) с меньшим количеством повторений, что требует использования больших весов. Выбор упражнений должен быть ограничен базовыми фундаментальными упражнениями со штангой, такими как: приседания, становая тяга, жим лёжа, жим над головой.
Все мышцы должны быть натренированы сбалансированно с окружающими мышцами, то есть грудь—плечи (дельты)—трицепс и др. и для максимального эффекта тренировок должны быть выполнены с тяжёлыми (70—85 % от 1ПМ, больше известный как «1 повторный максимум» или «рабочий вес») весами и несколько сетов с довольно длинным (2—5 мин в зависимости от интенсивности) периодом отдыха между подходами. Тренировка в не лучшей физической форме в тяжёлых сетах может привести к травме или неспособности достичь цели тренировок: порог перегрузки целевых мышц не достигается и мышцы не набирают силу. Есть случаи, когда читинг выгоден, например при тренировке относительно слабых мышц, когда в результате сильные мышцы не используются в полной мере из-за ограничения веса снаряда возможностями слабейших мышц.
Преимущества силовой тренировки включают в себя: увеличение мышц, прочности сухожилий и связок, плотности костей, гибкости, тонуса, скорости обмена веществ и постуральной поддержки.

### Терминология
Имеется множество терминов, используемых для описания параметров силовых тренировок.
- Упражнение — разные способы выполнения движения по-разному воздействуют на мышцы, заставляя их непрерывно развиваться.
- Форма — каждое упражнение имеет специфическую форму, траекторию движения, обеспечивающую безопасность и рост мышечной силы.
- Повторение — выполнение одного полного цикла — подъёма и опускания веса — с контролем траектории движения.
- Сет (подход) — состоит из нескольких повторений, которые выполняются непрерывно одно за другим без перерыва между ними.
- Темп — скорость, с которой упражнение выполняется; темп движения оказывает влияние на вес снаряда.

Выделяют следующие темпы повторений:
- быстрый — в нижней точке отдых отсутствует;
- средний — пауза около 1 секунды;
- медленный — отдых между повторениями более 1 секунды;
- очень медленный — отдых между повторениями 10—20 секунд.

Количество повторений в сете и количество самих сетов выполняемых упражнений зависит от уровня подготовки и цели атлета. Количество повторений, которое можно выполнить на определённый вес, называется «повторный максимум» (ПМ). Например, если атлет смог совершить десять повторений в 75 кг, то его «повторный максимум» для этого веса будет 10ПМ; 1ПМ — максимальный вес, который атлет может поднять в данном упражнении всего один раз без перерыва.
Согласно популярной теории, выделяют сеты низкоповторные, среднеповторные и высокоповторные:
- сеты в 1—5 повторений в первую очередь развивают силу, оказывают большее влияние на размер мышц и не влияют на выносливость;
- сеты в 6—12 повторений позволяют сбалансировать силу, размер мышц и выносливость;
- сеты 13—20 повторений развивают выносливость, с некоторым увеличением размера мышц и ограниченно влияют на силу[5];
- сеты 20 и более повторений выполняются в аэробных упражнениях, обычно в скоростном режиме, в котором последовательно удаляется молочная кислота, дающая эффект жжения.

Атлеты обычно выполняют 1—6 сетов для каждого упражнения и 1—3 упражнения на каждую группы мышц с короткими перерывами (паузами отдыха) между каждым сетом. Эта определённая комбинация повторений в различных типах упражнений с разной продолжительностью сетов и отдыха между ними зависит от поставленных целей конкретной индивидуальной программы. Продолжительность отдыха определяет, какая энергия системы организма используется. Выполнение серии упражнений с небольшим отдыхом или без отдыха между выполнением упражнений, называют «круговой тренировкой», которая черпает энергию в основном из аэробной энергетической системы. Краткие всплески упражнений, разделённых перерывами, подпитывают анаэробные системы, которые используют фосфаген или гликолиз.
Для развития выносливости наиболее эффективной программой является постепенное увеличение объёма и постепенное снижение интенсивности.
Было выявлено, что для новичков многосетный тренинг даёт минимальные преимущества по сравнению с односетным по отношению набора сил и увеличению мышечной массы, но для опытных спортсменов многосетный тренинг даёт необходимый оптимальный прогресс. Однако исследования показывают, что для мышц ног три сета являются более эффективными, чем один.
Начинающие тяжелоатлеты находятся в процессе подготовки неврологических аспектов силы, способности нейронов мозга генерировать импульсы для потенциалов действий, которые будут производить мышечные сокращения, близкие к максимальным потенциальным мышцы.
| Пункт                                                                 | Цель тренинга | Цель тренинга | Цель тренинга | Цель тренинга | Цель тренинга |
| Пункт                                                                 | Сила          | Мощь          | Гипертрофия   | Выносливость  | Скорость      |
| --------------------------------------------------------------------- | ------------- | ------------- | ------------- | ------------- | ------------- |
| Нагрузка (% от 1ПМ)                                                   | 80-90         | 45-60         | 60-80         | 40-60         | 30            |
| Повторения в сете                                                     | 1-5           | 1-5           | 6-12          | 13-60         | 1-5           |
| Сеты на упражнение                                                    | 4-7           | 3-5           | 4-8           | 2-4           | 3-5           |
| Отдых между сетами (мин.)                                             | 2-6           | 2-6           | 2-5           | 1-2           | 2-5           |
| Длительность (секунд на сет)                                          | 5-10          | 4-8           | 20-60         | 80-150        | 20-40         |
| скорость повторения (% от макс.)                                      | 60-100        | 90-100        | 60-90         | 60-80         | 100           |
| Тренировок в неделю                                                   | 3-6           | 3-6           | 5-7           | 8-14          | 3-6           |
| Таблица из книги «Супертренинг» Мелла Сиффа (англ. Mel C. Siff), 2003 |               |               |               |               |               |

Веса отягощений для каждого упражнения должны быть выбраны таким образом, чтобы было достигнуто нужное количество повторений, одно-два последние из которых должны быть выполнены на пределе возможностей.

### Прогрессия нагрузки
Постоянно прогрессирующая нагрузка является основой эффективного набора мышечной массы атлета. Мышцы растут быстрее и становятся сильнее только в процессе адаптации к нагрузке, это связано с микротравмами, которые мышцы получают только при интенсивных тяжёлых тренировках и, пытаясь «залечить» их, организм не только восстанавливает повреждённые участки, но и добавляет некоторый запас как бы «на всякий случай» — это и вызывает рост мышц — увеличение мышечных волокон, называемое гипертрофией, при постоянном количестве волокон. В связи с этим необходимо постоянно увеличивать тренировочные веса или интенсивность тренировок каждую тренировку, неделю или цикл, в зависимости от мышечной адаптации и скорости восстановления мышц.
Только прогрессия нагрузок гарантирует достаточный уровень «тренировочного стресса», который заставляет организм атлета вырабатывать необходимое для роста количество анаболических гормонов. Более тяжёлый стресс (вес отягощения либо интенсивность тренировок) заставляет мышцы адаптироваться к нему, то есть расти. Причина кроется в гормональной стимуляции нужных сегментов ДНК с последующим синтезом белка в клетке. Если тренировочная нагрузка будет без прогрессии, то вырабатываться будет обычное количество анаболических гормонов, недостаточное для запуска процессов синтеза белка в клетке.
Увеличивать нагрузки и, соответственно, работу мышц можно разными способами, например:
- поднимать больший вес, чем на предыдущих тренировках или циклах, затрачивая больше усилий;
- увеличивать количество повторов при неизменном весе снаряда и количестве сетов;
- увеличивать количество подходов при неизменном весе снаряда и количестве повторов;
- увеличивать количество выполняемых упражнений на мышцу или группу мышц;
- уменьшать паузу между подходами, однако, в большинстве случаев, как установили ученые, это уменьшает прогрессию и вызывает скорее обратный эффект, так как уставшие мышцы не успевают налиться кровью, избавиться от продуктов распада и восстановиться за несколько секунд.

Следить, анализировать и прогрессировать в скорости, силе и наборе массы мышц, а также подбирать наиболее оптимальные тренировки в дальнейшем поможет ведение дневника тренировок, вот почему так важно записывать успехи, провалы и тренировочные цели.

### Раздельный тренинг («сплит-тренинг»)
Раздельный тренинг или «сплит-тренинг» (от англ. split — дробить, разбивать на части) — тренинг, в котором атлет прорабатывает разные группы мышц в разные тренировочные дни. Преимущества данного типа тренинга — мышечные группы получают большее время для восстановления, также сплиты позволяют повысить интенсивность тренировки и/или сократить общее тренировочное время.

### Интенсивность, объём и частота
Тремя важными составляющими силовых тренировок являются: интенсивность, объём и частота. Интенсивность относится к количеству работы, необходимой для достижения цели и пропорциональности мышечной массы и поднимаемых весов. Объём относится к количеству работавших мышц, упражнений, подходов и повторений в течение одной тренировки. Частота означает количество тренировок, проводимых в неделю.
Эти составляющие являются важными, поскольку все они являются взаимозависимыми, и на тренировках тратится столько же сил, сколько и выносливости, и нужно время, чтобы мышцы могли восстановиться из-за полученных микротравм. Увеличение сколько-нибудь одной составляющей требует уменьшения двух других, например, увеличение веса означает сокращение повторений, и потребуется больше времени на восстановление, и, следовательно, меньше тренировок в неделю. Попытки увеличить интенсивность, объём и частоту приведет к перетренированности, и в конечном итоге может привести к травмам и другим проблемам со здоровьем, таким как: хроническая боль и общая вялость (отсутствие тонуса), болезни или даже хуже — переломам костей. «Высокий-средний-низкий» — формула тренинга, которая может быть использована, чтобы избежать перетренированности. Например, однонедельный цикл: понедельник («высокий»), среда («средний»), пятница («низкий»); многонедельный цикл: 1-я неделя («высокий»), вторая («средний»), третья («низкий»). Один из примеров такой стратегии тренировок — в следующей таблице:
| Тип                      | высокий        | средний           | низкий           |
| ------------------------ | -------------- | ----------------- | ---------------- |
| Интенсивность (% от 1ПМ) | 80-100 %       | 50-70 %           | 10-40 %          |
| Объём (на мышцу)         | 1 упражнение   | 2 упражнения      | 3+ упражнения    |
| Сеты                     | 1 сет          | 2-3 сета          | 4+ сета          |
| Повторы                  | 1-6 повторов   | 8-15 повторов     | 20+ повторов     |
| Частота тренировок       | 1 раз в неделю | 2-3 раза в неделю | 4+ раза в неделю |

Общую стратегию тренировок, чтобы оставить объём и частоту теми же каждую неделю (например, тренинг 3 раза в неделю, с 2 подходами по 12 повторений на каждой тренировке), и постепенно увеличивать интенсивность (вес) еженедельно. Однако для максимального прогресса конкретных целей, в отдельных программах могут потребоваться различные манипуляции, такие как снижение веса и увеличение объёма или частоты.
Создание программы с изменениями ежедневно (волновая периодизации) представляется более эффективным, чем делать это каждые 4 недели (линейная периодизация), но для новичков не существует различия между разными моделями периодизации.

### Периодизация
Для поддержания постоянного прогресса нужно использовать периодизации. Периодизация тренировочного процесса предполагает разделение программы на фазы с разной интенсивностью, объёмом, скоростью выполнения и выбором упражнений. На западе популярны два вида периодизации — «линейная» и «сопряженная».
Существует множество других разновидностей этого принципа, например, принцип «маятника».

### Типы тренировок
Выделяют следующие особые типы тренировок:
- круговая тренировка;
- гипертренировка.

Круговая тренировка — это выполнение упражнений без пауз на различные мышечные группы поочерёдно, например, приседания, жим лёжа, упражнение на пресс, подтягивания. Круг выполняется 3—8 раз за тренировку. Такая тренировка позволяет за короткое время проработать большое число мышечных групп. Для начинающих даёт хороший атлетический эффект. Увеличивается метаболизм, что позволяет в сочетании с аэробной нагрузкой эффективно бороться с лишним весом. Для спортсмена с опытом регулярных тренировок более полугода такая тренировка бесполезна с точки зрения наращивания мышечной массы или увеличения силы.
Гипертренировка — продолжительная тренировка одной-двух мышечных групп в течение нескольких часов со множеством трисетов и постепенным снижением веса. Продолжительность тренировки может достигать 4—6 часов, в этом случае делаются перерывы на еду (которая готовится заранее). Такая тренировка позволяет преодолеть «застой» в росте мышц, увеличить их окружность на 1,5—2,5 см за один день, но является серьёзным испытанием для сердечно-сосудистой и эндокринной систем. Обменные процессы не справляются с восстановлением после такой тренировки и иногда спортсмену требуется 1—2 дня пассивного отдыха. Эта тренировка используется опытными спортсменами не чаще одного раза в 2—4 месяца (или раз в тренировочный цикл).

## Преимущества
Преимущества силовой тренировки включают: большую мышечную силу, улучшение мышечного тонуса и внешнего вида, увеличивают выносливость и повышают плотность костной ткани.
Многие люди занимаются силовыми тренировками, чтобы увеличить амплитуду движений, снять нервное напряжение, чтобы улучшить свою физическую привлекательность. Большинство мужчин может развить крепкие мышцы, а большинству женщин не хватает тестостерона, чтобы сделать это, но они могут развить твёрдое, «тонизированное», телосложение и увеличить свои силы в той же пропорции, чего и добиваются мужчины (но обычно от значительно более низкой стартовой точки). Люди индивидуальны генетически, но диктуют сами строение своего тела, стимулируя его в значительной степени силовыми тренировками.
Базальный метаболизм в организме возрастает с увеличением мышечной массы, что способствует долгосрочной потере жира и помогает людям, сидящим на диете, избежать йо-йо эффекта. Кроме того, интенсивные тренировки повышают обмен веществ в течение нескольких часов после тренировки, которая также способствует сжиганию жира.
Тяжёлые тренировки также предоставляют функциональные преимущества. Сильные мышцы улучшают осанку, обеспечивают лучшую поддержку для суставов и уменьшают риск травм от повседневной деятельности. Пожилые люди, которые занимаются силовыми тренировками, могут предотвратить некоторые потери мышечной ткани, которая обычно сопровождается старением, и даже восстановить некоторую функциональную силу и тем самым стать менее болезненными и хилыми, и могут избежать некоторых видов инвалидности. Упражнения с весами также помогают предотвратить остеопороз. Преимущества силовой тренировки для пожилых людей были подтверждены исследованиями людей, которые начали заниматься в 80 и даже 90 лет.
Для многих людей в реабилитации или с приобретенной инвалидностью, например, после инсульта или ортопедической хирургии, силовые тренировки для слабых мышц являются ключевым фактором для оптимизации восстановления. Для людей с таким состоянием здоровья силовые тренировки должны разрабатываться соответствующими профессиональными врачами, такими как: физиотерапевт.
Сильные мышцы повышают производительность в различных видах спорта. Спортивные специальные программы тренировок используются многими конкурентами. Они часто указывают, что скорость сокращения мышц во время силовых тренировок должна быть такой же, как и у любого другого вида спорта.
Не только силовые тренировки могут стимулировать сердечно-сосудистую систему. Изучение максимального поглощения кислорода в экспериментах физиологов показало, что аэробика является лучшим стимулом сердечно-сосудистой системы. Они с помощью центрального катетера наблюдали рост пульса во время силовых тренировок. Тем не менее, в 2007 году мета-анализ показал, что, хотя аэробные тренировки являются эффективной терапией для пациентов с сердечной недостаточностью, сочетание аэробных и силовых тренировок неэффективно.
Любые интенсивные физические упражнения повышают уровень дофамина, серотонина и норадреналина, что может улучшать настроение и преодолевать депрессию.

## Общие проблемы

### Бодибилдинг
Бодибилдинг — это вид спорта, в котором целью является увеличение размера мышц и их очертания. Известными выступавшими атлетами являются Стив Ривз, Серхио Олива, Арнольд Шварценеггер, Лу Ферриньо, Ронни Колеман. Бодибилдинг увеличивает выносливость мышц, а также силу, хотя не настолько, как если бы это было главной целью. Культуристы соревнуются в бодибилдинге с использованием специфических принципов и методов силового тренинга, цель которого максимальный мышечный рост и крайне низкий уровень жира в организме. Напротив, большинство атлетов тренируют мышцы, чтобы увеличить их силу и выносливость, не уделяя особого внимания уменьшению жировых отложений. Тренирующиеся, как правило, сосредоточены на комплексе упражнений для создания базовой силы всего тела, в то время как бодибилдеры часто используют изолирующие упражнения, чтобы визуально отделить их мышцы, а также улучшить мышечную симметрию. Тренировочная подготовка культуристов отличается опять же тем, что они пытаются сохранить как можно больше мышечной ткани, используя специальные диеты. Тем не менее, бодибилдинг в общем схож по многим силовым тренировочным принципам, методам, терминологией и традициям.
Соревнования бодибилдеров, стронгменов и других спортсменов являются иллюстрациями того, как основные принципы и методы тренировки силы могут быть применены для достижения очень разных целей.

### Питание
Общепризнанно, что силовые тренировки должны соответствовать изменениям в диете, чтобы быть эффективными. Белок, он же протеин, считается необходимым для создания скелета мышц, поэтому тренирующиеся потребляют пищу с высоким содержанием белка — от 1,4 до 1,8 г белка на кг веса тела в день (0,6 до 0,8 г на фунт). Белок, который не является необходимым для роста клеток и их восстановления и не расходуется на энергию, преобразуется в печени в жир, который затем откладывается в организме. Некоторые считают, что высокобелковая диета влечет за собой риск заболевания почек, но исследования показали, что проблемы с почками происходят только у людей с предыдущим заболеванием почек. Тем не менее, процесс дезаминирования создает мочевину, которая снижает и последовательно создаёт напряжения нефронов. Неправильные, как говорят, гидраты могут привести к усилению этого эффекта. Достаточный запас углеводов (5—7 г на кг) также необходим в качестве источника энергии для тела и для восстановления уровня гликогена в мышцах.
Сбалансированное питание до тренировки (как правило, за один-два часа) обеспечивает энергией и аминокислотами, доступными для интенсивного тренинга. Тип питания и время питания оказывают значительное влияние на организм, белки и углеводы, потребляемые до и после тренировки, оказывают благоприятное воздействие на рост мышц. Вода должна потребляться на протяжении всей тренировки, чтобы предотвратить плохую работу в связи с обезвоживанием. Протеиновый коктейль часто потребляется непосредственно после тренировки, потому что поглощение белка и его использование увеличивается в это время. Глюкозу (или другой простой сахар) необходимо потреблять чаще, так как это позволит быстро пополнить запас гликогена во время тренировок. Для максимального анаболизма мышечных белков восстанавливающий напиток должен содержать глюкозу (декстрозу), белок (как правило, сыворотку), гидролизат, содержащий в основном дипептиды и трипептиды, и лейцин. Некоторые тренирующиеся также принимают адаптогены (эргогены), такие как креатин или стероиды, чтобы помочь росту мышц. Однако эффективность некоторых продуктов является спорной, а некоторые продукты являются даже потенциально вредными.

### Половые различия в наборе массы
В связи с андрогенными гормональными различиями между мужчинами и женщинами, последние, как правило, не в состоянии развивать большие мышцы, независимо от программы тренировок. Как правило, самое большее, что может быть достигнуто — это создание тела фитнес-модели. Мышцы плотнее, чем жир, поэтому тот, кто строит мышцы, сохраняя при этом тот же вес тела, будет занимать меньший объём, если два человека весят одинаково (и имеют одинаковый рост), но имеют меньший процент массы тела, более мускулистый будет казаться стройнее, тоньше.
Результаты, полученные женщинами-бодибилдерами, крайне нетипичны: у них отсутствует генетическая способность по наращиванию мышечной массы, выполнению огромного количества упражнений, их мускулатура слишком увеличена в сравнении с очень низким содержанием жира в организме, но мускулатура может быть повышена за счёт анаболических стероидов. Хотя бодибилдинг использует те же принципы, силовые тренировки, именно с целью получения мышечной массы, тем не менее, мышцы тренирующихся женщин с разными целями и программами никогда не достигнут такой же массы, как у профессиональных мужчин-бодибилдеров.

### Миостимуляция (мышечный тонус)
Некоторые тренирующиеся выполняют многоповторные упражнения с лёгкими весами в попытке «тонизировать» свои мышцы без увеличения их размера.
В анатомии и физиологии, а также в медицине термином «мышечный тонус» обозначают непрерывное и пассивное частичное сокращение мышц или мышечное сопротивление пассивному напряжению в состоянии покоя, что называют «глубоким рефлексом сухожилия». Мышечный тонус зависит от неврологического входа в мышцу. В медицине изменённый мышечный тонус являются результатом определения нормальных или ненормальных состояний, которые могут быть признаком патологии.
Бодибилдеры называют тонизированным телосложением или «твёрдостью мышц» такое сочетание разумной мышечной массы со средним уровнем жира в организме, которое может возникнуть в результате комбинации диеты и физических упражнений. При усердных тренировках с малыми периодами отдыха твёрдость мышц значительно повышается, такое состояние организма называется крепатурой и используется опытными спортсменами для более чёткой прорисовки рельефа в очень короткий период — на соревнованиях.
«Мышечный тонус» или «твёрдость мышц» — это производное увеличение актина и миозина в пересечённых волокнах саркомера. Когда это происходит, некоторое количество неврологических входов создаёт большую «твёрдость» (или «тон») в состоянии непрерывного покоя и пассивном частичном сокращении мышц.
Выполнение упражнений с 6—12 повторениями вызывает гипертрофию саркоплазмы в медленных и высокосокращающихся мышечных волокнах, что способствует общему повышению мышечной массы; не следует путать с гипертрофией миофибрилл, которая даёт прибавку к силе. Хотя большинство атлетов считает, что большое количество повторений лучше для достижения желаемого эффекта твёрдости мышц или тонуса, но это не так. Низкообъёмные силовые тренировки с 5 повторениями и меньше, увеличивают силу мышц за счёт увеличения актина и миозина в мышечных волокнах, тем самым увеличивая твёрдость мышц (тонус). Низкообъёмные тренировки будут подавлять эффект гипертрофии.
Снижение калорийности диеты отрицательно влияют на мышечную гипертрофию для любого типа волокна. Это, однако, может уменьшить толщину подкожного жира (жира между мышцами и кожей), путём общего сокращения жира в организме, в результате чего мышцы станут более заметными.

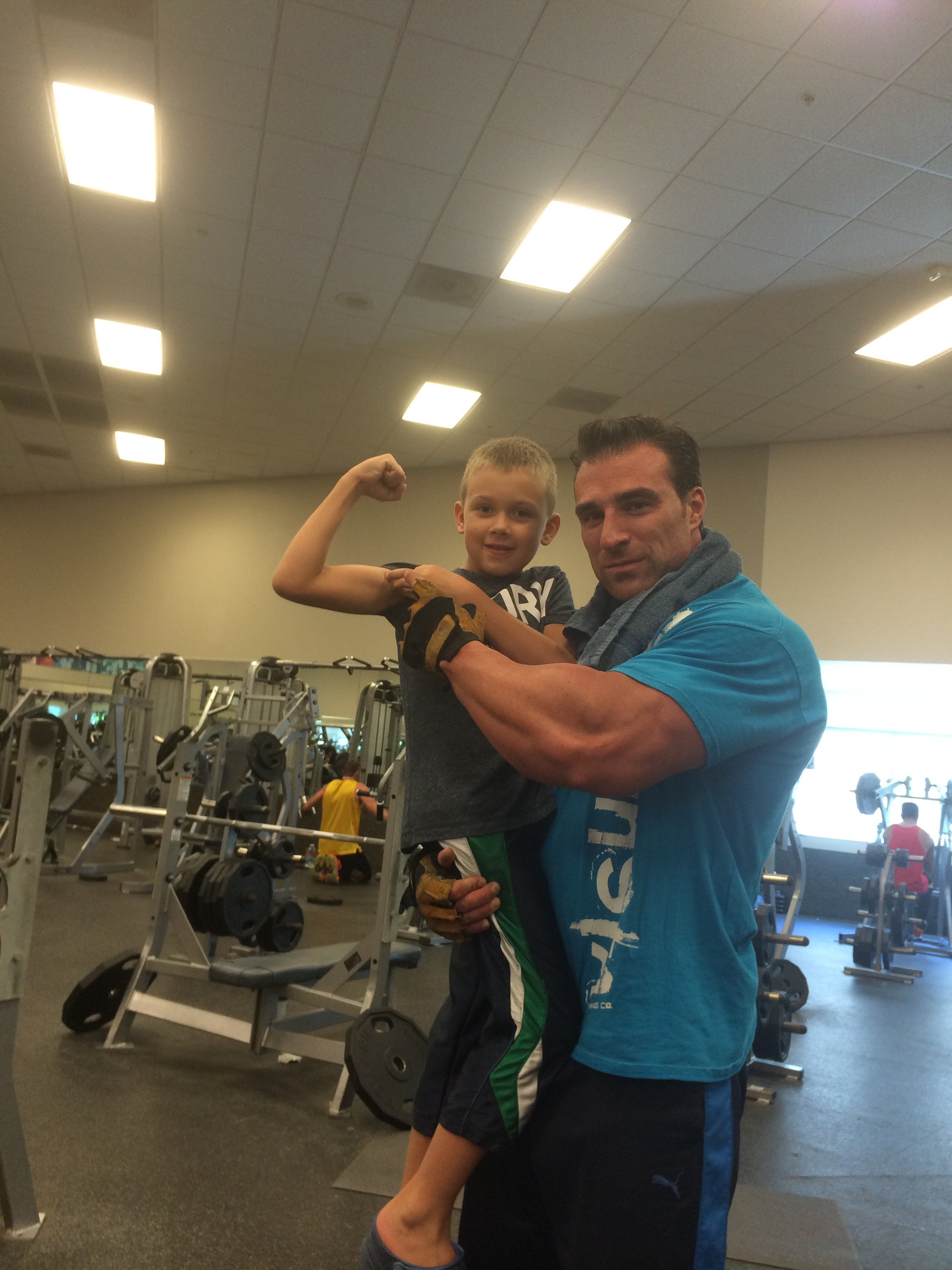
Силовой тренинг для детей

### Проблемы безопасности детей
Ортопедические специалисты рекомендуют детям избегать силовые тренировки, так как рост хрящевых наростов на их костях могут оказаться под угрозой. Были очень редкие случаи «стирания» хрящевых пластинок у детей, тренирующихся с весами в результате недостаточного надзора, неправильной формы выполнения упражнений или от использования избыточных весов, и не было никаких сообщений о травмах у детей, следующих установленным правилам. Позиция «National Strength And Conditioning Association Journal» в том, что силовой тренинг является безопасным для детей, если он правильно разработан и контролируется.
Младшие дети имеют более высокий риск получения травмы, чем взрослые, если они используют слишком большие веса или выполняют упражнения неправильно, более того, они могут не понять, или проигнорировать меры безопасности использования тренажёров и специально оборудованных весов. В результате надзор за несовершеннолетним считается жизненно важным для обеспечения безопасности любого молодёжного участия в силовых тренировках.

### Потеря массы
Такие упражнения, как приседания или скручивания для проработки брюшного пресса, затрачивают меньше работы, чем работа всего тела аэробными упражнениями, тем самым затрачивая меньше калорий во время упражнений, чем, например, бег трусцой.
Гипертрофия служит для поддержания мышечной массы и для повышения базального метаболизма, который имеет потенциал сжигать больше калорий в течение определённого периода времени по сравнению с аэробикой, это помогает поддерживать более высокую скорость обмена веществ, которая иначе уменьшится после метаболической адаптации к диете, или после завершения аэробных нагрузок.
Потеря веса зависит также от использования типа силового тренинга. Силовые тренировки обычно используются для накачки мышц, но такой метод набора массы, скорее всего, не даст результата без специальных диет. Однако, когда используются тяжёлые веса или круговая тренировка, не направленные на накачку мышц, то женщины теряют вес гораздо быстрее. Тощие мышцы требуют много калорий и состояние покоя, которое поможет уменьшить жир за счёт увеличения основного обмена веществ (базального метаболизма).

### Партнёрство
Для более эффективных тренировок необходим профессиональный напарник, который поможет дожать вес в последних или тяжёлых повторениях и подбодрит, поощряя к активным действиям. Так, согласно исследованиям, опубликованным в журнале «Исследования силы и адаптации», вербальные поощрения партнёра, помогающего в выполнении последних тяжёлых повторений в упражнении, возбуждают мышечную активность различной интенсивности. Испытуемые, сосредоточенные на тренирующихся мышечных группах и выполняющие упражнения в 50 % от 1ПМ с подбадривающими фразами, тренировались более эффективно и продолжительно, однако, при увеличении веса к 80 % от 1ПМ мышечная активность становилась неизменной, независимо от поощрений к действию и ободрению партнёра.
В Оксфордском университете учёные дважды исследовали соревнующихся командных гребцов во время 45-минутной тренировки по гребле. В первом случае каждый тренировался в одиночку, во втором — вместе с пятью другими членами команды. По окончании тренировок исследователи закрепляли манжету для тонометра на руке каждого спортсмена и максимально завышали на ней давление воздуха, чтобы проверить их болевой порог и насколько хорошо они будут переносить боль. После командных тренировок испытуемые могли терпеть дискомфорт манжеты примерно вдвое больше, чем после одиночных. Исследователи пришли к выводу, что способность дольше превозмогать боль после командных тренировок зависит от увеличения уровня эндорфина в крови — природного химического соединения, вырабатываемого головным мозгом, которое блокирует болевые ощущения и вызывает чувство благополучия и эйфории.

## Безопасность
Силовые тренировки являются безопасными, когда техника (траектория движения) выполнения упражнения контролируется и тщательно определена. Однако, как и любой вид физических упражнений, ненадлежащее исполнение и непринятие соответствующих мер предосторожности может привести к травмам.
Наиболее распространённые и незначительные временные травмы.
- Растяжки мягких тканей — мышц, связок, сухожилий. Это не опасно для здоровья, но если не прекратить временно тренировки, то можно получить хроническое растяжение.
- Растяжки кожи — стрии. Могут быть вызваны усиленным ростом мышц.

## Методы и оборудование
Существует много методов силового тренинга: гимнастика, изометрика, плиометрика, паркур, йога, пилатес, кроссфит, суперслоу.
Силовые тренировки могут выполняться с минимальным оборудованием или вообще без него, например, упражнения с отягощениями (гиря, гантели и др.) или упражнения с использованием собственного веса тела (отжимания, подтягивания и др.).
Оборудование для силовых тренировок включает в себя:
- сопротивления и отягощения — гири, штанга (или различные грифы от штанг либо «блины»), гантели и др.;
- силовые тренажёры — рама Смита, гакк-тренажёры и другие тренажёры (по типу изготовления они могут быть: пневматические, гироскопические, гидравлические);
- гимнастические тренажёры — гимнастические жгуты, петли TRX, ролики, мячи и др.;
- фитнес-тренажёры — тренажёры, распространённые не только в спортивных залах «тяжёлого» тренинга, но и в Фитнес-клубах, куда обычно ходят для занятий аэробикой, танцами или занятий по индивидуальной программе оздоровления и укрепления организма. Это тренажёры для имитации бега, езды на велосипеде, плавания, гребли и т. д.: велотренажёр, беговая дорожка и др.;
- спортивная одежда — комбинезоны, жилеты, перчатки, обувь, хипы и др.;
- приспособления с отягощениями или для отягощений — рюкзаки, ремни, лямки, пояса, цепи и др.;
- уличные тренажеры — модули воркаута для тренировки разных групп мышц;
- другое — балансировочная доска[англ.], индийская бита[англ.] и др.

## Аэробные упражнения против анаэробных упражнений
Силовые тренировочные упражнения прежде всего анаэробные. Даже во время тренировки более низкой интенсивности (тренировочная нагрузка в ~20ПМ), анаэробный гликолиз по-прежнему является основным источником энергии, хотя аэробный метаболизм даёт малый вклад. Тяжёлые тренировки обычно воспринимаются как анаэробные упражнения, потому что одной из наиболее распространенных целей является увеличение силы поднятия тяжестей. Другие цели, такие как реабилитация, потеря веса, коррекция фигуры и телосложения часто используют меньший вес, добавив аэробный характер упражнений.
За исключением крайностей, мышечные волокна будут «гореть» от аэробных и анаэробных видов выполнения любых упражнений, в той или иной степени в зависимости от нагрузки и интенсивности сокращений мышц. Этот процесс известен как сохранение энергетического потенциала. При более высоких нагрузках мышцы будут вовлекать все мышечные волокна: анаэробные («быстро сокращающихся») и аэробные («медленные») в целях получения наибольшей мышечной силы. Тем не менее, при максимальной нагрузке анаэробные процессы протекают с такой силой, что аэробные волокна полностью закрыты в «запас», и вся работа будет анаэробной, потому что анаэробные мышечные волокна использует своё «топливо» быстрее, чем кровь, а внутриклеточные восстановительные циклы могут пополнять запасы топлива, из-за чего максимальное число повторений ограничено. В аэробном режиме кровь и внутриклеточные процессы могут поддерживать запас топлива и кислорода, поэтому многоповторные движения не будут угнетать мышцы.
Круговая (цикличная) тренировка — это выполнение разных упражнений в один сет, разделённых короткими интервалами. Для восстановления сердечно-сосудистой системы от каждого сета служит функция, похожая на аэробные упражнения, но это не то же самое, так как тяжёлые тренировочные сеты сами по себе являются аэробным процессом.

## Упражнения для определённых групп мышц
Тяжелоатлеты обычно делят всё тело на десять основных групп мышц. Они не включают в эти группы бедро, шею и предплечья — мышцы, которые редко тренируют в изоляции.
Ниже показана одна из возможных последовательностей выполнения упражнений. Большие мышцы нижней части тела, как правило, тренируются раньше более малых (слабых) мышц верхней части тела, потому что эти первые упражнения требуют больше умственной (сосредоточенности внимания) и физической энергии. Основные мышцы торса тренируются до мышц плеч и рук, которые помогают им. Упражнения часто чередуются между «давящими» и «тянущими» движениями, следуя их специфике для предоставления этим мышцам времени на отдых и краткосрочное восстановление. Стабилизирующие мышцы талии следует тренировать последними. Это классический метод построения тренировочного сплита. Однако он не подходит в случае, когда какая-то отдельная группа мышц начинает отставать в своем развитии. В таком случае используются специализированные тренировочные программы, в которых отстающая в объёме мышечная группа нагружается первой. Например, в программе тренировки плеч первым выполняется упражнение для задней дельты, а в программе для груди - упражнение для верхнего отдела этой мышечной группы. Такая методика позволяет быстро устранить существующие перекосы и сбалансировать развитие всех мышечных отделов.

## Советы

### Средства гигиены
Выполняя серию тяжёлых сетов, все неминуемо потеют, поэтому носить с собой в зал следует следующие вещи: бандамка (или лёгкий платок) либо широкая лента для повязки её вокруг головы — чтобы капли пота не оставались на снарядах и тренажёрах и не мешали самому спортсмену, стекая со лба на глаза, мешая во время концентрации поднятия большого веса; полотенце (маленькое полотенце кладётся под голову) — позволит после себя оставить тренажёр без следов пота.

### Инвентарь
После работы со спортивным инвентарём необходимо его разобрать и убрать в специально отведённое место, чтобы вновь прибывшие знали, что данный тренажёр или снаряд свободен и его можно занять, а также где найти их необходимые снаряды для работы (гири, гантели, лямки, пояса и т. д.), а не бегать искать того, кто уже занял тренажёр или снаряд, чтоб спросить разрешения заниматься в паре по очереди.

### Сосредоточенность и безопасность
Сосредоточенность в выполнении комплекса упражнений позволит всем участникам работать более эффективно, затрачивая на достигаемый результат меньше времени и усилий; телефоны, планшеты и прочие вещи отвлекают от занятий вас и коллег: во время разговоров можно увлечься и покалечиться самому об движущейся спортивный снаряд при сосредоточенной работе «соседей» или покалечить своего «соседа», который может потерять устойчивость во время подъёма снаряда максимального веса на пределе своих сил и уронить его на себя при вашем неожиданном столкновении. Тренирующиеся атлеты, сосредоточенные на своих достижениях, могут не следить в данный момент за неуклюжим перемещением по залу других участников. Не стоит нарушать технику безопасности и отвлекать остальных, тренажёрный зал — место для тяжёлой работы, а не отдыха и развлечений.

## Стратегии тренинга

### Выбор сетов (подходов) и повторений

#### Выбор сетов
Чтобы максимально проработать каждую мышцу или группу мышц, нужно составить программу тренировок, подобрать для себя принцип выполнения сетов (подходов) и их количество для конкретного упражнения, тем самым стимулируя их максимальное развитие. Принцип выбора сетов и их количества зависит от физической, физиологической и психологической подготовленности атлета к выбору конкретных упражнений и способов их выполнения.
Классификация сетов:
- обычные сеты: дроп-сет, убывающий сет;
- сингл-сеты (или одиночные сеты от англ. single — один, отдельный): «стрип-сет», «ступенчатый сет», метод «отдых-пауза»[43];
- комбинированные сеты: джамп-сет, гигантский-сет, комби-сет, супер-сет, трисет.

#### Выбор повторений
Выбор количества и типа выполнения повторений конкретного упражнения зависит от опыта атлета (стажа), поднимаемого им веса спортивного снаряда и желаемого достижения поставленных целей.
Классификация повторений:
- «частичные повторения» (они же: «икс-повторения», принцип «неполная амплитуда», принцип «Бёрн» от англ. burn — гореть, пылать, жечь);
- «негативные повторения» («негативы»);
- «грязные повторения» («читинг»);
- «форсированные повторения»;
- «ступенчатые повторения»;
- «стоп-повторения»;
- «добавочные повторения»;
- «медленные повторения»:
  - «суперзамедленные повторения».

#### Сочетания сетов и повторений
Наиболее распространённые методы «народных сочетаний» сетов и повторений, часто используемые в переодизациях силового тренинга для «накачки» мышц: «3х3», «5х5», «8х8».

#### Синглы
Синглы (от англ. single — один, отдельный) — сет с одиночным повтором.
Метод «Пирамида» — выполнение синглов с постепенным наращиванием веса снаряда, пока не будет выполнен последний сингл до «отказа» и вес снаряда уже увеличить будет нельзя. Например, в приседаниях после предварительной разминки 50 кг х 10: 70 кг х 8, 100 кг х 6, 140 кг х 4, 160 кг х 2, 180 кг х 1 и 200 кг х 1. Последние два сингла трудны, но составляют не более 90 % от 1ПМ.
Метод «5х5» в стиле «отдых-пауза» — выбирается вес отягощения, равный ~75 % от 1ПМ и выполняется 5 повторений, затем 1,5—3 минуты отдыха и второй сет. Так 5 сетов. Только последний подъём в последнем сете тяжёлый, но без отказа. Всего за тренировку выполняется пять таких сетов. Это самый общий метод.
Невозможно написать хорошую программу, которая бы подходила для всех. Для каждого человека она будет индивидуальной.

#### Принципы
Принципы силового тренинга — это общий взгляд на проблемы преодоления физических и физиологических барьеров развития спортсмена в качественных и количественных характеристиках, таких как: рост скелетных мышц, повышение выносливости и силовых показателей. В связи с бурным развитием медицины, математики и других наук за последнюю сотню лет, началось более обоснованное понимание строения физических, химических, биологических и физиологических процессов, что позволило научными способами раздвинуть границы во всех видах спорта, а также жизни человека в целом.
Построение основных принципов силового тренинга заключаются в том, чтобы преодолеть барьеры силы и выносливости, поскольку спустя несколько месяцев после начала тренировок наступает так называемый «мышечный отказ» или «мёртвая точка». Для преодоления этой мёртвой точки используют откат нагрузок назад, а затем их постепенное повышение, от недели к неделе.
Есть 4 этапа развития силы:
1. развитие силовой выносливости 6—12 недель;
2. повышение силы 6—12 недель;
3. повышение скорости 6—8 недель;
4. период выхода на пик силы 8—10 недель.

Для построения силы никогда не используются отказные повторы. Чем больше тратится сил на вспомогательные упражнения, тем меньше у организма сил и адаптивного резерва для наращивания силы в целевом упражнении. Все атлеты, добившиеся серьёзных результатов, используют волновой принцип нагрузок. Отказные повторы используются только в бодибилдинге с небольшими весами.